# 毎日放送・NET金曜9時枠の連続ドラマ
毎日放送・NET金曜9時枠の連続ドラマは、毎日放送、後にNETテレビ（現：テレビ朝日）制作によるテレビドラマで、毎週金曜日21:00から放送していた時間枠である。

## 概要
1975年3月までこの枠は、前期はNETテレビの製作枠、後期は当時関西地区のネット局であった毎日放送の制作であり、1975年4月の関西ネットチェンジ以後の作品は再びNETテレビの制作枠になった。
「NET」が「テレビ朝日」に改名する直前の1977年3月をもって、ドラマ枠は火曜20:00に移動、代わって朝日放送制作枠が「枠交換」という形で火曜20:00より移動し、以後この枠は長期に渡ってABC制作枠（ただし2006年4月 - 2011年3月のドラマ枠『金9』はテレビ朝日・ABC共同制作）となったが、2016年春の改編で火曜21:00で放送中のテレビ朝日制作番組『ロンドンハーツ』が移動、39年振りにテレビ朝日制作に戻る。
広島県では、毎日放送制作時代は広島ホームテレビの開局後も中国放送（TBS系列）への番組販売を継続していたが、1975年4月にNETテレビ制作となって以降広島ホームテレビに移行し、テレビ新広島（フジテレビ系列）が開局による1975年10月改編から同時ネットとなった。

## 放送作品一覧
▲マークは海外作品。

### 1963年
- ギャラント・メン（1963.4-7）▲ - 15分繰上げ。ここからNET制作および21:00 - 21:56。
- 世界を賭ける男（1963.8-12）▲

### 1964年
- ブレーキングポイント（1964.1-1964.6）▲
- サスペンス劇場 クライシス（1964.6-1965.1）▲

### 1965年
- 頭上の敵機（1965.1-1965.8）▲ - この間中断（番組不明）。
- 藤田まことの一発屋（1965.10-1966.1）

### 1966年
- 危機一髪シリーズ ハニーにおまかせ（1966.1-1966.8）▲
- アンタッチャブル（再）（1966.8-1966.9）▲
- ある勇気の記録（1966.10-1967.5） - 系列外（TBS系列）の中国放送（RCC）と共同制作。

### 1967年
- 挑戦者 続・ある勇気の記録（1967.6） - 枠交換で土曜22:00に移動。引き続きRCCと共同制作。
- 白い巨塔（佐藤慶主演版）（1967.7-1967.9） - 枠交換で土曜22:00より移動。
- とぼけた奴ら（1967.10-1968.3） - ここまでNET制作。

### 1968年-1971年
1968年4月から1971年3月の間はドラマは中断。この間は毎日放送制作映画番組『金曜名画座→九時です!日本映画です!→日本映画』を放送。なお放送枠は1969年9月までは21:00 - 22:41だが、1969年10月以降は21:00 - 22:26に変更。

### 1971年
- すいーとぽてと（1971.10-1971.12） - ここから毎日放送作品。

### 1972年
- 大学いも物語（1972.1-1972.3）
- 城下町110番地（1972.4-1972.7）
- 怪談（1972.7-1972.9） - 一話完結作品。
- 花よりだんご（1972.10-1972.12） - ここから21:00 - 21:55（1分縮小）。

### 1973年
- 寝顔が可愛い（1973.1-1973.3）
- サスペンスシリーズ（1～2話完結）（1973.4-1973.9）
- 狼・無頼控（1973.10-1974.3）

### 1974年
- 幡随院長兵衛お待ちなせえ（1974.4-1974.9）
- もってのほか（1974.10-1974.12）

### 1975年
- もってのほか 姉妹菊の章（1975.1-1975.3） - ここまで毎日放送制作作品（広島県では中国放送にネット）。
- ザ★ゴリラ7（1975.4-1975.10） - ここからNET制作作品（関西地区では朝日放送に、広島県では広島ホームテレビにネットチェンジ）。
- 燃える捜査網（1975.10-1976.1） - ここから21:00 - 21:54（更に1分縮小）。

### 1976年
- 大非常線（1976.1-1976.3）
- ベルサイユのトラック姐ちゃん（1976.4-1976.9）
- 君の名は（古谷一行・酒井和歌子主演版）（1976.10-1976.12）

### 1977年
- 愛と死の夜間飛行（1977.1-1977.3）